# Örnbergskilen
Örnbergskilen är ett naturreservat i Bräcke kommun i Jämtlands län.
Området är naturskyddat sedan 2001 och är 72 hektar stort. Reservatet består av granskog som i delar utgör sumpskog.